# Flags of the World
Flags of the World (Banderes del Món), en sigles FOTW, és una associació vexil·lològica basada en Internet. És membre de la Federació Internacional d'Associacions Vexil·lològiques des de 2001. Manté un portal dedicat a la vexil·lologia, el més extens d'aquesta temàtica a internet, i una llista de correu electrònic associada on els membres envien les seves col·laboracions.
FOTW va néixer el 1993 com un grup de discussió, a iniciativa de Giuseppe Bottasini, un enginyer italià afeccionat a les banderes. L'any següent, ell mateix va obrir la pàgina web. El 1998, Rob Raeside va agafar el relleu com a director. Més recentment, Edward Mooney, jr. va crear un grup de facebook associat, que el maig de 2016 compta més de 5.200 membres.

Paleta de colors de FOTW

El portal és d'accés lliure. Recull banderes de països o altres territoris, ciutats i organitzacions, tant actuals com històriques i aplega informació sobre els seus orígens, usos, versions, simbolisme, etc. A més inclou un diccionari de vexil·lologia. El maig de 2016, el portal conté més de 61.000 pàgines i més de 120.000 imatges de banderes. Les representacions gràfiques estan en format GIF, amb una paleta restringida a 32 colors.
La llengua utilitzada és l'anglès; els materials aportats pels membres en altres llengües són traduïts pels editors. Hi ha una proporció destacada de col·laboradors en portuguès, francès, neerlandès i rus.
Flags of the World és una organització sense ànim de lucre. El portal i la llista de correu són gestionats per voluntaris, 21 editors per a la plana web i un Listmaster amb dos assistents per a la llista de correu.
La bandera de Flags of the World va ser dissenyada per Mark Sensen i va ser escollida per votació dels membres de la llista. Fou adoptada el 8 de març de 1996. El seu simbolisme, segons Sensen, és el següent: el blanc simbolitza la pau i el blau el progrés. Les sis estrelles tenen els colors més emprats a les banderes i la seva disposició relativa representa internet.